# Байи (город)
Ба́йи (лат. Baiae, итал. Baia) — древнеримский город-курорт в провинции Кампания на берегу Байского залива, части Неаполитанского залива. Ныне фракция коммуны Баколи в составе метрополии Неаполя. Значительную часть современных Бай занимает археологический парк, представляющий собой остатки античного термального комплекса. Наряду с ним в Байях существует подводный археологический парк, включающий античные постройки, погрузившиеся на дно в результате вековых движений земной коры.

## История
По преданию, Байи названы в честь Байя (Βαϊος), кормчего Одиссея, который был похоронен в Италии.
Место известно с древности благодаря лечебным серным источникам, существование которых обусловлено вулканизмом Флегрейских полей. Место упоминается в 178 г. до н.э. как «Кумские воды» (Aquae Cumanae). В позднереспубликанский период Байи стали популярным курортом римской аристократии и к I н. э. превосходили по размеру соседние Путеолы.
По свидетельству Сенеки, в Байях построили себе виллы Гай Марий, Гней Помпей и Юлий Цезарь. В имперскую эпоху значительная часть города перешла в императорскую собственность. Резиденции в Байях имели Калигула, Клавдий, Нерон и Адриан. Калигула в 39 году построил для грандиозного шоу плавучий мост из кораблей через залив от путеоланского мола до Бай. Нерон убил в Байях свою мать (руины, которые, по преданию, были её гробницей, находятся близ города). Адриан сам скончался в Байях в 138 г., на вилле Цезаря.
Сенека, Цицерон и другие авторы порицали Байи как место праздности и разврата. Байи упоминают в своих стихах Гораций, Овидий, Ювенал, Марциал.
В результате брадисейсма (медленных колебаний земной коры) 100-метровая прибрежная полоса с постройками погрузилась на дно залива. На поверхности остались лишь те строения, которые стояли на склоне холма. Погружение происходило в два этапа: в III–IV вв. н. э., и затем, гораздо значительнее, в VII–VIII вв..
Уцелевшая часть города была разрушена сарацинами в VIII веке и окончательно опустела из-за малярии в 1500 году.
В 1495 году на возвышенном южном мысе бухты Бай был построен Арагонский замок, на руинах римской виллы позднереспубликанского периода, возможно, той самой виллы Цезаря, о которой упоминают античные источники.

## Достопримечательности

### Археологический парк Термы Байи
Археологический парк «Термы Байи» (Parco Archeologico delle Terme di Baia) занимает площадь около 40 тысяч кв. метров и делится на несколько частей, построенных независимо друг от друга. С севера на юг расположены сектор Дианы, сектор Меркурия, вилла Амбулацио, сектор Сосандры, сектор Венеры и малых терм. Названия частей условны и не связаны с античностью. Три больших купола на протяжении веков были единственными видимыми остатками всего комплекса. Со времён Средневековья народная традиция считала их храмами, посвящёнными Меркурию, Венере и Диане. На сегодня установлено, что большинство построек археологического парка относились к термальному комплексу (или комплексам).
К настоящему времени неизвестно, были ли Байи грандиозным термальным комплексом, вокруг которого выросли частные резиденции, или же жилым районом, в котором общественные места и отдельные домусы были построены таким образом, чтобы использовать в лечебных целях термальные воды.

#### Сектор Дианы
Находится за пределами основной территории археологического парка, отделён от него улицей Via Sella di Baia. Главное сооружение — наполовину обрушившийся купол «храма Дианы», некогда бывшего крупнейшей постройкой комплекса (29,5 м в диаметре).

#### Сектор Меркурия

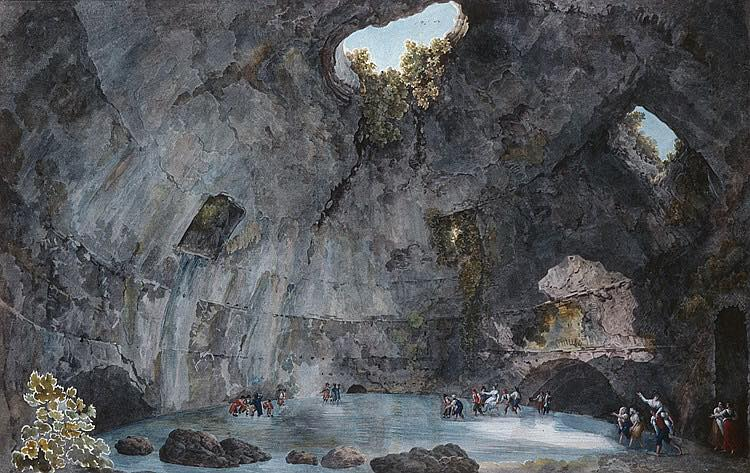
Байи. Внутри храма Меркурия. А.-Л. Р. Дюкро, 1794—1800

Сектор получил название от так называемого «храма Меркурия» — наименьшего, но единственного сохранившегося из трёх куполов комплекса. Купол имеет 21,5 м в диаметре, и датируется первой половиной I в. до н. э. Является древнейшим куполом из римского бетона (opus caementicium), дошедшим до наших дней. По пропорциям он схож с Пантеоном и рассматривается как его прототип. В настоящее время считается, что этот зал служил фригидарием термального комплекса.
Сектор Меркурия состоит из двух ядер, частично всё ещё погребённых под землёй и городской застройкой или затопленных. Южное ядро моложе. Оно датируется эпохой Северов.

#### Вилла Амбулацио
«Вилла Амбулацио» (II—I вв. до н. э.) получила свое название от археологов, благодаря тому, что на одной из её террас некогда находился крытый портик для прогулок (ambulatio). Вилла расположена на шести спускающихся к морю террасах, которые занимал архитектурный ансамбль жилых помещений, открытых обзорных площадок и садов. Отсюда открывались панорамные виды на залив.

#### Сектор Сосандры
Сектор Сосандры (сер. I в. до н. э. — II вв. н. э.) состоит из четырёх ступенчатых террас. На двух верхних находились жилые помещения и сады. На третьей террасе находился обращённый к морю полукруглый «морской театр», сцена которого заполнялась водой. На нижней террасе предположительно располагался квадратный плавательный бассейн (natatio). Название сектора дано археологами, и связано с обнаружением здесь статуи Афродиты типа Сосандра («спасающая людей»), которая выставлена в Археологическом музее Неаполя. В одном из помещений сектора располагалась скульптурная мастерская, о чём свидетельствуют найденные многочисленные осколки гипсовых слепков известных греческих статуй.

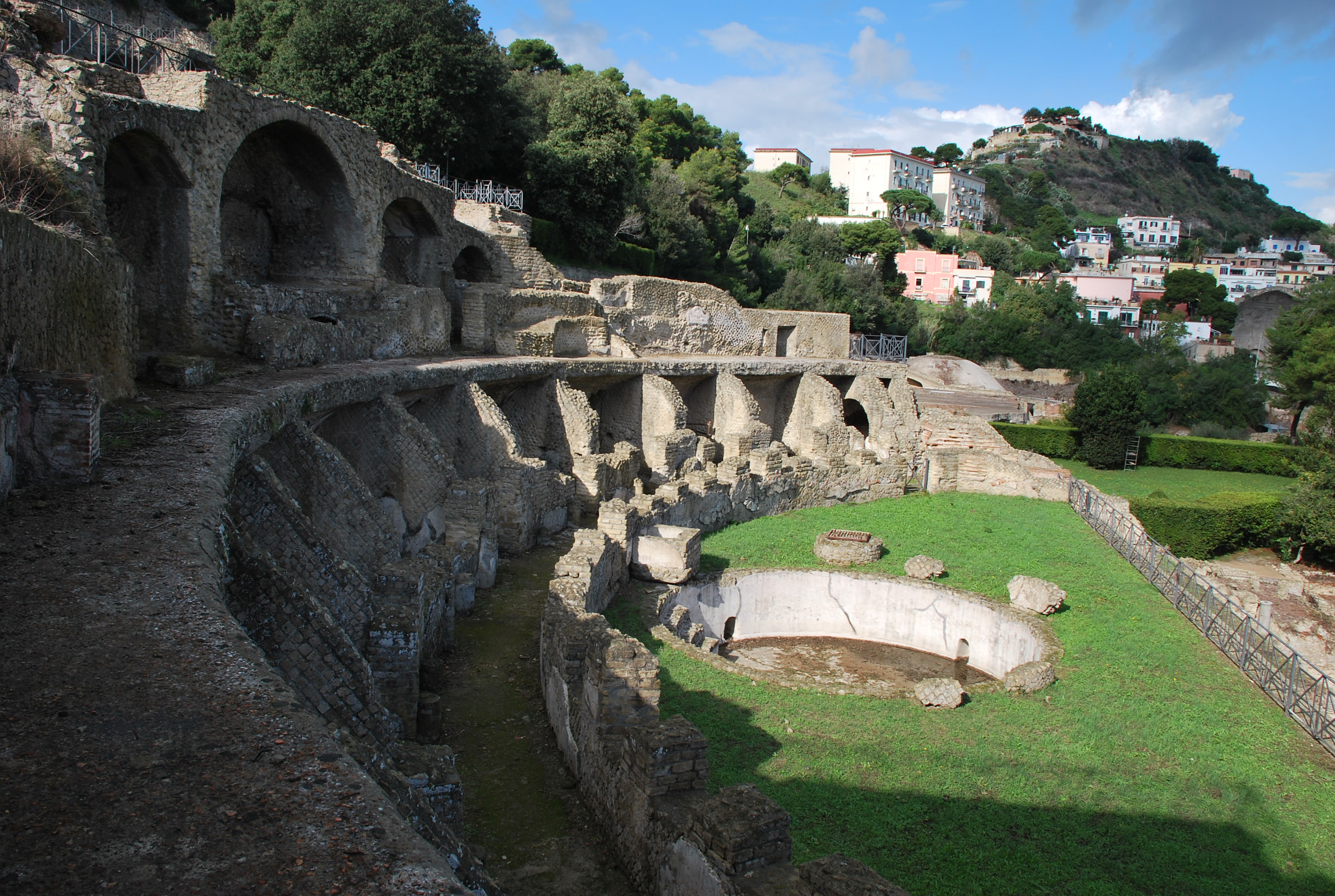
«Морской театр» в секторе Сосандры

#### Сектор Венеры и малых терм
Сектор включает в себя здания разных эпох, расположенные на трёх террасах и также предназначенные для терм. Наиболее значительная постройка — восьмиугольный «храм Венеры» 26,3 м в диаметре — находится за пределами основной территории археологического парка. Отделена от него улицей Via Lucullo. Предположительно, в «храме Венеры» располагался плавательный бассейн.

### Подводный археологический парк
В античности Байи стояли на берегу небольшого озера, которое соединялось судоходным каналом с заливом Поццуоли. По мере опускания участков земной коры вследствие активности Везувия озеро превратилось в залив. Множество построек оказалось на дне, на глубине до 9 метров. Среди них нимфей Клавдия, вилла Пизонов, остатки терм и рыбных садков. Они составляют Подводный парк Байев (Parco sommerso di Baia). При погружении с аквалангом видны античные скульптуры, колонны, напольные мозаики. Подводные руины простриаются на 400 метров от береговой линии.

### Арагонский замок
Арагонский замок построен как элемент береговой оборонительной системы в 1495 году на возвышенном южном мысе бухты Байев, вероятно, на руинах римского императорского дворца. Замок принял современный вид после реконструкции 1535—1550 гг. при Педро Альваресе де Толедо. В замке располагается археологический музей Флегрейских полей.